# Xiao Qiang
Xiao Qiang (chinois : 萧强 ; pinyin : Xīao Qíang) est le fondateur et rédacteur en chef de China Digital Times, site internet bilingue d'information sur la Chine.
Il est professeur adjoint à l'École de journalisme de l'Université de Californie à Berkeley. Xiao enseigne l'activisme numérique et le blogging chinois à l'École de l'information et à l'École de journalisme de cette université.
Xiao est devenu un activiste à plein temps des Droits de l'homme, à la suite du Massacre de Tiananmen en 1989.
Xiao Qiang fait partie de l'informel Advisory Board du site lanceur d'alerte WikiLeaks.

## Sources
- (en) web.archive.org : Advisory Board de WikiLeaks
- (fr) cybermilitantism.blogspot.com : Annexe 1. Profil des membres du Conseil Consultatif de WikiLeaks.